# Gerhard Haider

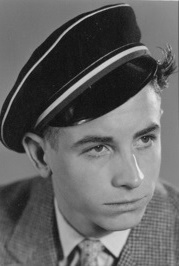
Gerhard Haider (1957)

Gerhard Haider (* 27. Oktober 1935 in Nürnberg; † 22. August 2005 in Stuttgart) war ein deutscher Hydrobiologe. Er war Professor für Hydro- und Fischereibiologie und forschte und lehrte über 37 Jahre am  Institut für Siedlungswasserbau, Wassergüte- und Abfallwirtschaft (ISWA) der Universität Stuttgart.

## Leben
Gerhard Haider, Sohn von Else Haider, geborene Schwenk, und Karl Haider (Oberst a. D.), studierte ab 1954 Zoologie  an der Friedrich-Alexander-Universität Erlangen und wurde 1956 im Corps Guestphalia Erlangen aktiv. Als Inaktiver wechselte er an die Universität Graz, wo er bis 1961 studierte. Nach dem Diplom ging er als wissenschaftlicher Assistent zu Karl Heinz Hunken am ISWA. 1961 wurde er in Erlangen zum Dr. rer. nat. promoviert. Sowohl die Doktorarbeit als auch die Habilitationsschrift, mit der er sich 1971 in Stuttgart habilitierte, befassen sich mit Limnologie und Ökologie. In Stuttgart nahm Haider seine Lehrtätigkeit an der TH bzw. der Universität auf. 1964 wurde seine Monographie der Familie Urceolariidae veröffentlicht. 1976 wurde er Professor für Hydrobiologie am Institut für Siedlungswasserbau. Seit 1978 war er Universitätsprofessor in Stuttgart und seit 1985 Honorarprofessor an der Universität Hohenheim. Berühmt war seine Vorlesung über Fische. Er war evangelisch, ab 1964 mit Traudel Haider, geborene Münk verheiratet, hatte zwei Kinder (Uwe und Claudia) und wohnte in Vaihingen an der Enz. 1989 übernahm er als Nachfolger von Dieter  Bardtke die Leitung der Abteilung Biologie. Haider vertrat die Dozenten in der Fakultät und im Senat. Fünf Jahre – ab 1974 als stellvertretender Vorsitzender – saß er im Großen Senat und von 1990 bis 1994 im Präsidium des Deutschen Hochschulverbandes. Wegen gesundheitlicher Probleme musste er mit 64 Jahren aus dem Dienst ausscheiden.